# 넓은발두더지
넓은발두더지(Scapanus latimanus)는 두더지과에 속하는 포유류의 일종이다. 멕시코 바하칼리포르니아주와 미국 캘리포니아주, 네바다주, 오리건주의 해수면부터 해발 3,000미터 높이까지 지역에서 발견된다. 핵형은 2n = 34, FN = 64이다. 대부분의 두더지처럼, 축축하고 잘 부서지는 땅을 파고 생활하며, 지렁이와 곤충 그리고 여러 무척추동물, 식물을 먹고 산다.